# Хоакін Васкес
Хоакін Васкес (ісп. Joaquin Vázquez, 9 листопада 1897, Бадахос — 21 жовтня 1965) — іспанський футболіст, що грав на позиції нападника.
Виступав, зокрема, за клуби «Реал Уніон» (Ірун) і «Депортіво» (Ла-Корунья), а також національну збірну Іспанії.

## Клубна кар'єра
Розпочинав кар'єру в клубах з міста Ірун «Депортиво» і «Расінгу». 1915 року перейшов до складу найсильнішого клубу міста — «Реал Уніона». 1918 року вперше виграв з командою кубок Іспанії. У фіналі проти «Мадрида» Васкес не грав, проте брав участь у чвертьфінальному поєдинку проти команди «Спортінг» (Хіхон) (4:1).
Наступні два сезони провів у складі команд «Расінг» (Ферроль) і «Депортіво» (Ла-Корунья), після чого повернувся до «Реал Уніона», за який виступав з 1921 по 1925 рік. 1924 року вдруге став володарем національного кубка. У фіналу клуб з міста Ірун переміг «Реал» Мадрид з рахунком 1:0.
Надалі грав з команди «Депортіво» (Ла-Корунья) і «Культураль Леонеса», завершивши кар'єру 1930 році.
Помер 21 жовтня 1965 року на 68-му році життя.

## Виступи за збірну
У 1920 році потрапив до заявки національної збірної Іспанії, що відправлялась на Олімпійські ігри до Антверпена. Свій єдиний матч у складі збірної зіграв у чвертьфіналі проти збірної Бельгії, що завершився поразкою іспанців з рахунком 1:3. Через дискваліфікацію одного з фіналістів турніру збірної Чехословаччини, Іспанія виборола срібні медалі Олімпіади у додатковому турнірі.

### Трофеї і досягнення
- Володар Кубка Іспанії з футболу (2):

«Реал Уніон» (Ірун): 1918, 1924
- Срібний призер Олімпійських ігор (1):

Іспанія: 1920